# Erskine Hawkins

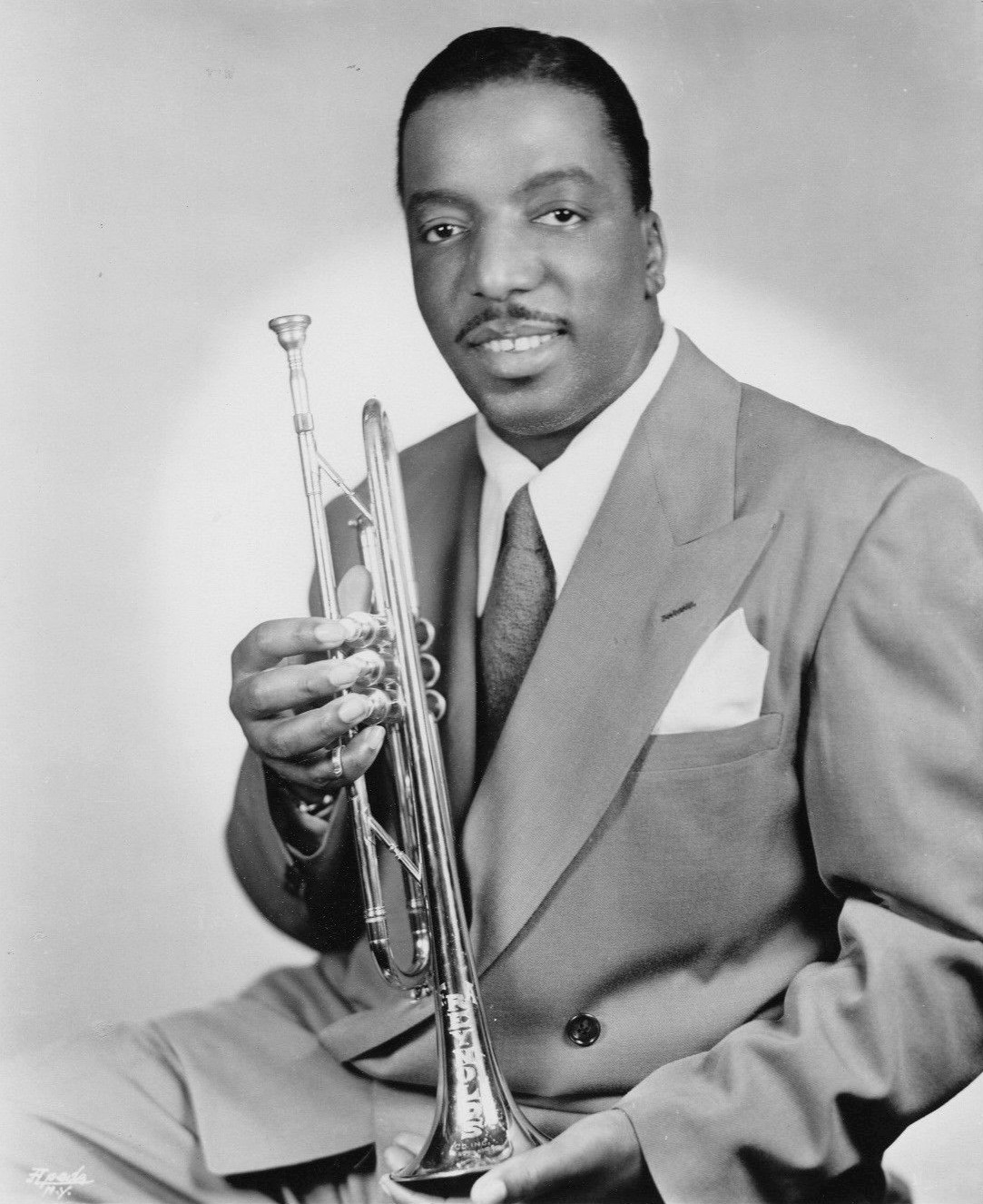
Erskine Hawkins, 1947

Erskine Ramsay Hawkins (* 26. Juli 1914 in Birmingham, Alabama; † 11. November 1993 in Willingboro, New Jersey) war ein US-amerikanischer Jazzmusiker (Trompeter), Arrangeur und Bandleader des Swing.

## Leben
Erskine Hawkins gründete während seiner Ausbildung 1935 am Alabama State Teachers College sein erstes Orchester und ging ein Jahr später nach New York, wo er schnell populär wurde und insgesamt zehn Jahre im Savoy Ballroom in Harlem auftrat. Der Stil des Orchesters war anfangs von Jimmie Lunceford und Count Basie geprägt. Sie lieferten eine leicht swingende und „stompende“ Musik, die bei ihrer schwarzen Fangemeinde sehr beliebt und ideal zum Tanzen war.
Für den Rundfunk spielte Hawkins’ Band zwischen 1936 und 1951 insgesamt 150 Aufnahmen ein, die auch auf Platten erschienen, sich aber mehr und mehr in Richtung Rhythm and Blues im Stile von Lionel Hampton entwickelten. Die führenden Solisten dieser Zeit waren der Trompeter Dud Bascomb, die Tenorsaxophonisten Paul Bascomb und Julian Dash, der Altsaxophonist Bobby Smith und die Pianisten Avery Parrish und Ace Harris, letzterer auch als Sänger. Seinen ersten Hit in den Billboard Top 30 hatte Hawkins im August 1936 mit „(It Will Have to You) Until the Real Thing Comes Along“ (#20) von der ersten Session unter eigenem Namen im Monat zuvor. Mit „Bicycle Bounce“ gelangte er 1942 in die „Harlem Hit Parade“ (dem Vorläufer der R&B-Charts).
Bekannteste Titel waren „Weary Blues“ (1938), „Tuxedo Junction“ (1939), das ein sehr populärer Hit während des Zweiten Weltkriegs war (und von Glenn Miller nachgespielt wurde), ferner „After Hours“, „Put Yourself In My Place“ (1940), „Caldonia“ und „Tippin´ In“ (geschrieben von Bobby Smith, 1945), „Needle Points“ (1946) und „Down Home Jump“ (1951). Der letzte seiner 16 Charts-Erfolge war im Mai 1948 „Gabriel’s Heater“ (#24). Bekannteste Sängerinnen in seinem Orchester waren Ida James, Delores Brown und Della Reese.
In den 1960er Jahren kehrte Erskine Hawkins mit einer Sextett-Besetzung mehr zur Jazzszene zurück, konnte aber an frühere Erfolge nicht mehr anschließen. Im Jahr 1978 wurde Erskine Hawkins als einer der ersten fünf Künstler in die Alabama Jazz Hall of Fame aufgenommen.

## Diskografie
Die Aufnahmen von Erskine Hawkins von 1936 bis 1949 erscheinen bei Classics.
- The Original Tuxedo Junction (Bluebird, 1938–45)